# Cercopis speciosa
Cercopis speciosa är en insektsart som först beskrevs av Victor Lallemand 1924.  Cercopis speciosa ingår i släktet Cercopis och familjen spottstritar. Inga underarter finns listade i Catalogue of Life.